# Mister Universo
O concurso  Mister Universo (Universe Championships, em inglês) é um evento anual organizado pela National Amateur Bodybuilders Association (NABBA), que possui várias seccionais no mundo. Suas competições elegem os seguintes vencedores: NABBA Mr. Universe (amador e profissional), Miss Físico (Miss Physique) e a Miss Figura (Miss Figure).

## Histórico
Realizado pela primeira vez em 1948, a competição originalmente reunia a categoria amadora masculina de corpo fisiculturalmente esculpido. O título de Mr. Universo só foi usado pela primeira vez em 1950, com a fundação da NABBA, em concurso realizado na Inglaterra, mas já em 1952 foi adicionada a categoria profissional. A NABBA define amador como aquele competidor que "nunca tenha participado ou aceito prêmio em dinheiro em evento divulgado como profissional". A Miss Físico, competição feminina, teve sua primeira edição em 1966, e a Miss Figura foi introduzida em 1986.
Existe ainda as competições de Masters of the Universe acima de 40 anos, introduzida em 1991, e acima de 50 anos, introduzida em 2002; e Juniors of the Universe, de 1988.
O Brasil venceu o Mr. Universo amador, em 2005, com Charles Mario e neste mesmo ano Andrea Carvalho ganhou o Miss Figura, categoria que voltou a ganhar em 2007, um ano depois de outra conterrânea, Silvia Finocchi. Em 2009 a brasileira Dora Rodrigues foi a nova campeã.  Na categoria Master, acima de 40, o brasileiro Norton James Murayama venceu em 2007 e 2008.
Uma competição à parte, chamada IFBB Mr. Universe foi organizada pela IFBB. O nome foi alterado para World Amateur Bodybuilding Championships, em 1976. Em 1978 foi proposto o nome "I love Lean" para o evento, não sendo reconhecido.

## Mr. Universe
Nesta competição os atletas são avaliados por sua simetria, proporções e desenvolvimento e definição dos grupos de músculos. A maioria das eliminatórias ocorre durante o dia, em pré-julgamento, enquanto as finais ocorrem à noite.

## Vencedores
| Year | Mr. Universe (amador)  | Mr. Universe (prof.)   | Miss Fisiculturismo   | Miss Figura              |
| ---- | ---------------------- | ---------------------- | --------------------- | ------------------------ |
| 1948 | John Grimek            |                        |                       |                          |
| 1949 | Não houve escolha      |                        |                       |                          |
| 1950 | Steve Reeves           |                        |                       |                          |
| 1951 | Reg Park               |                        |                       |                          |
| 1952 | Mohammed Nasr          | Juan Ferrero           |                       |                          |
| 1953 | Bill Pearl             | Arnold Dyson           |                       |                          |
| 1954 | Enrico Thomas          | Jim Park               |                       |                          |
| 1955 | Mickey Hargitay        | Leo Robert             |                       |                          |
| 1956 | Ray Schaeffer          | Jack Dellinger         |                       |                          |
| 1957 | John Lees              | Arthur Robin           |                       |                          |
| 1958 | Earl Clark             | Reg Park               |                       |                          |
| 1959 | Len Sell               | Bruce Randall          |                       |                          |
| 1960 | Henry Downs            | Paul Wynter            |                       |                          |
| 1961 | Ray Routledge          | Bill Pearl             |                       |                          |
| 1962 | Joe Abbenda            | Len Sell               |                       |                          |
| 1963 | Tom Sansome            | Joe Abbenda            |                       |                          |
| 1964 | John Hewlett           | Earl Maynard           |                       |                          |
| 1965 | Elmo Santiago          | Reg Park               |                       |                          |
| 1966 | Chester Yorton         | Paul Wynters           |                       |                          |
| 1967 | Arnold Schwarzenegger  | Bill Pearl             |                       |                          |
| 1968 | Dennis Tinerino        | Arnold Schwarzenegger  | Silvia Hibbert        |                          |
| 1969 | Boyer Coe              | Arnold Schwarzenegger  | Jean Galston          |                          |
| 1970 | Frank Zane             | Arnold Schwarzenegger  | Christine Zane        |                          |
| 1971 | Ken Waller             | Bill Pearl             | Linda Thomas          |                          |
| 1972 | Elias Petsas           | Frank Zane             | Christine Charles     |                          |
| 1973 | Lou Ferrigno           | Boyer Coe              | Jean Galston          |                          |
| 1974 | Roy Duval              | Chris Dickerson        | Linda Cheesman        |                          |
| 1975 | Ian Lawrence           | Boyer Coe              | Linda Cheesman        |                          |
| 1976 | Sigeru Sugita          | Serge Nubret           | Cindy Breakspear      |                          |
| 1977 | Bertil Fox             | Tony Emmot             | Bridget Gibbons       |                          |
| 1978 | Dave Johns             | Bertil Fox             | Sandra Kong           |                          |
| 1979 | Ahmet Enünlü           | Bertil Fox             | Karen Griffiths       |                          |
| 1980 | Bill Richardson        | Tony Pearson           | Erika Mes             |                          |
| 1981 | John Brown             | Robby Robinson         | Jocelyn Pigeonneau    |                          |
| 1982 | John Brown             | Edward Kawak           | Jocelyn Pigeonneau    |                          |
| 1983 | Jeff King              | Edward Kawak           | Mary Scott            |                          |
| 1984 | Brian Buchanan         | Edward Kawak           | Mary Scott            |                          |
| 1985 | Tim Belknap            | Edward Kawak           | Jocelyn Pigeonneau    |                          |
| 1986 | Charles Clairmonte     | Lance Dreher           | Monika Steiner        | Heidi Thomas             |
| 1987 | Basil Frances          | Luiz Otavio de Freitas | Connie McClosky       | Sonia Walker             |
| 1988 | Victor Terra           | Charles Clairmonte     | Lisa Campbell         | Sarah Staunton           |
| 1989 | Matt Dufresne          | Charles Clairmonte     | Tatjana Scholl        | Tracey Citrone           |
| 1990 | Peter Reid             | Charles Clairmonte     | Monika Debatin        | Browny OBrien            |
| 1991 | Reiner Gorbracht       | Victor Terra           | Ute Geisel            | Helen Maderson           |
| 1992 | Mustafa Mohammad       | Peter Reid             | Bernadette Price      | Anita Lawrence           |
| 1993 | Dennis Francis         | Edward Kawak           | Deborah Compton       | Susana Perez             |
| 1994 | Nick van Beeck         | John Terilli           | Kathy Butler-Corish   | Susana Perez             |
| 1995 | Grant Clemesha         | Brian Buchanan         | Kathy Butler-Corish   | Susana Perez             |
| 1996 | Frederico Focherini    | Shaun Davis            | Billie Kaine          | Pina Theodoridis         |
| 1997 | Grant Thomas           | Eddy Ellwood           | Patricia Veldmann     | Claudia Mühlhaus         |
| 1998 | Gary Lister            | Eddy Ellwood           | Julia Abel            | Pina Theodoridis         |
| 1999 | Franco Male            | Eddy Ellwood           | Taylor Young          | Giovanna Rosa            |
| 2000 | Serguei Ogorodnikov    | Eddy Ellwood           | Olga Tikhonova        | Giovanna Rosa            |
| 2001 | Steffen Müller         | Eddy Ellwood           | Anja Timmer           | Giovanna Rosa            |
| 2002 | Costantino Caleazzo    | Gary Lister            | Claudia Bianchi       | Giovanna Rosa            |
| 2003 | Hassan Al Saka         | Gary Lister            | Olga Tikhonova        | Cherie Loomes            |
| 2004 | Steve Sinton           | Hassan Al Saka         | Sandra Waterschoot    | Lorena Bucci             |
| 2005 | Charles Mario          | Serguei Ogorodnikov    | Desiree Dumpel        | Andrea Carvalho          |
| 2006 | Tomáš Bureš            | Steve Sinton           | Olga Tikhonova        | Silvia Finocchi Ferreira |
| 2007 | Orazio Salvatori       | Orazio Salvatori       | Alina Popa            | Andrea Carvalho          |
| 2008 | Lionel Beyeke          | Alessandro Savi        | Vivian Hijikema       | Maria Stukova            |
| 2009 | Martin Kasal           | Alexei Netessanov      | Larissa Cunha         | Dora Rodrigues           |
| 2010 | Miha Zupan             | Charles Mario          | Valentina Iefiemtchuk | Flora Conte              |
| 2015 | Alexandre Sampaio      | Wilson Valente         | Igor Tadeu Fernandez  |                          |
| 2016 | Tony Mount             | Fabian Mayr            |                       | Emma Gormley             |
| 2017 | Shaun Joseph-Tavernier | Lee Seung Chul         |                       | Lee Tae Hee              |
| 2018 | Lee Seung Chul         | Loughlin Gannon        |                       | Christine Scerri         |